# Thottea ruthiae
Thottea ruthiae är en piprankeväxtart som beskrevs av T.L.Yao. Thottea ruthiae ingår i släktet Thottea och familjen piprankeväxter. Inga underarter finns listade i Catalogue of Life.